# 長壽山站 (台灣)
長壽山站，舊名挖子站，位於台灣新北市三峽區，為新北捷運 三鶯線（興建中）的捷運車站。預計於2025年底通車。

## 車站概要
車站位於三峽區介壽路三段。車站編號為LB03。

## 車站構造
高架車站。

## 歷史
- 2017年7月12日，公告各站站名，命名為「挖子站」。[3]
- 2020年6月9日，更名為「長壽山站」。[4]

### 預定時程
- 2025年底，三鶯線完成。
- 2026年3月，正式通車。[5]

## 車站周邊
- 全家便利商店三峽新介壽店
- 三峽河
- 長壽山步道
- 三峽河濱公園
- 三峽花市
- 臺灣水泥股份有限公司土城分廠
- 長壽山玉皇宮

## 公車資訊
- 停靠 龍田社區站牌[6][7]

| 編號 | 經營業者          | 區間                  | 備註       |
| ---- | ----------------- | --------------------- | ---------- |
| 707  | 臺北客運          | 姑娘廟 - 松山機場     |            |
| 705  | 臺北客運          | 姑娘廟 - 捷運西門站   |            |
| 706  | 臺北客運          | 姑娘廟 - 捷運西門站   |            |
| 812  | 臺北客運          | 大仁路 - 震安宮       |            |
| 藍45 | 臺北客運          | 田寮站 - 震安宮       |            |
| 藍46 | 臺北客運          | 嘉麗社區 - 捷運頂埔站 |            |
| 9103 | 臺北客運 桃園客運 | 大溪總站 - 萬坪公園   | 為聯營路線 |

## 外部連結
台北捷運三鶯線路線說明